# 육남매
《육남매》(六男妹)는 MBC에서 1998년 2월 4일부터 1999년 12월 17일까지 방영된 드라마로, 첫 회부터 1998년 4월 9일까지는 수목 미니시리즈로 방영되다가 1998년 4월 17일부터 1999년 12월 17일까지 금요일 저녁 7시 30분 주간연속극으로 옮겨 방영되었다.
이 드라마는 《영웅신화》의 후속작으로 1998년 1월 28일부터 방송될 예정이었지만, 전작의 조기 종영으로 인해 급하게 편성되어 설 연휴 특집 프로그램을 편성한 이후 1998년 2월 4일에 첫 회가 방송되었다. 당시 IMF로 인해 경제적인 어려움을 겪던 시기와 맞물려 시청자들의 침체된 분위기 속에 희망을 준다는 내용으로 높은 시청률을 기록하였다. 그 덕분에 당초 16부작으로 기획되었지만 인기에 힘입어 1998년 4월과 9월, 1999년 1월 등 세 차례에 걸쳐 연장 방송을 하여 100부작으로 끝났다.
한편, 드라마가 방송되고 있는 가운데 타이완에서 방영되었고, 홍콩 aTV에서는 2008년 1월 1일부터 《총유염양천》(總有艷陽天)이란 제목으로 방송되었다. 아울러, 주인공인 장미희는 1990년에 막을 내린 KBS 1TV 《역사는 흐른다》 이후 8년만에 안방극장에 복귀했다.
Highlight TV, HQ+ TV, 그리고 2019년 2월 18일 새로 개국한 MBC ON에서 다시 방송 중이다.

## 방송 일정
| 방송 채널 | 방송 기간                          | 방송 시간                 | 비고 |
| MBC TV    |                                    |                           |      |
| --------- | ---------------------------------- | ------------------------- | ---- |
| MBC TV    | 1998년 2월 4일 ~ 1998년 4월 9일    | 매주 수,목 저녁 9시 55분  |      |
| MBC TV    | 1998년 4월 17일 ~ 1999년 12월 17일 | 매주 금요일 저녁 7시 30분 |      |

## 기획 의도
1960년대 서울 영등포 공장지대를 배경으로, 남편과 사별하고 홀로 여섯 남매를 키우는 양반가 출신 어머니 이야기다. IMF시대에 절약의 지혜와 서민의 애잔한 삶을 잔잔하게 그린다.

## 등장 인물

### 주요 인물
- 장미희 : 최용순 역

순박하고 따뜻하며 인내심이 강하다. 여주의 뼈대 있는 양반가문에서 태어나 정규교육은 못 받았지만 반듯하다. 남부럽지 않은 어린 시절을 보내고 광복 무렵 집안이 몰락하면서 스무 살에 어려운 집안으로 시집을 왔다. 말수가 적고 수줍은 성격으로 연약해 보이지만 남편을 잃은 후 차츰 억척스럽고 활동적으로 변해간다. 여섯이나 되는 자식들과 살아남으려고 온갖 역경과 시련을 딛고 일어서는, 끈질기고 희생적인 한국 여성이다. 짱구 아빠가 창희네 집을 담보로 돈을 빌려준다. 남편을 잃고 장사가 낯설지만 육남매를 먹여 살리기 위해 장사를 시작한다. 장사해서 버는 돈 일부를 짱구 아빠한테 주지만 그 집을 지키기 위해 노력한다. 후반에 강남개발붐이 일자 미미네가 전세금을 빼달라 하는데 창희는 집을 팔아 빚을 갚자고 어머니를 설득하지만 용순은 남편이 손수 지은 집을 쉽사리 팔 수 없다.
- 오태경 : 이창희(1947년생) 역 - 맏아들

사교술이 뛰어나며 활동적인, 시원시원한 성격. 친구들을 좋아하고 명예욕도 있다. 집안에선 선린상고에 진학해 은행원이 되어 집안 살리길 원하고 있다. 선린상고에 진학하고 돌아가신 아버지를 대신해 어머니의 의지처가 되어 이 집안의 가장 역할을 하게 된다. 생계를 유지하기 위해 설탕 공장에 들어 가고 가정교사 아르바이트를 시작한다. 가정교사를 그만 두고도 집안에 책임을 느끼며, 돈을 벌 수 있는 방법을 알아본다. 공장 야간경비를 서다 몸살에 걸려 그만 잠이 들고 마는데 그 사이 공장에 도둑이 들고 자재를 도둑맞게 된다. 공장 사장님의 도움으로 공장 사장님집으로 들어가 사장님의 아들을 상대로 과외를 하게 된다. 어머니 몰래 집을 팔다가 된통 혼나고, 방 하나만 내주는 걸로 좋게 합의를 보게 되었다. 나중에는 덕수상회 직원으로 들어가는데 외상대금 받으러 갔다 폭행을 당하고 그 일을 그만 둔다. 어머니에 의해 숙희가 폐결핵에 걸린 우석과 연애를 한다는 것을 알게 된 창희는 어머니 명령으로 숙희 회사에 갔다가 숙희가 우석과 시골로 떠났단 사실을 접하고 집을 내놓고 온다.
- 이미미 : 이숙희(1949년생) 역 - 맏딸

착하고 희생심이 강하다. 성적이 우수해서 아버지가 중학교에 보냈지만 아버지가 돌아가신 이후 가정환경이 어려워지자 학교를 그만두고 가발공장에 취직하여 오빠와 동생들을 공부시킨다. 나중에라도 돈 벌어서 학교 갈 생각을 가지고 있는데 두희가 영어책으로 딱지를 접자 속상해 두희를 혼내는데 어머니가 두희 편을 들어주자 숙희는 더 속상해 한다. 공장에서 떡을 팔기도 하는데 조장이 숙희한테 떡시루 들고 떡 사세요를 외치면서 팔라고 하는데 숙희는 가정형편으로 중학교 그만둔 걸 떠올리면서 판다. 나중에 그 얘기를 들은 어머니는 속상하지만 다음날 조장한테 줄 떡을 싸준다. 취직한 가발공장에서는 권고사직을 당할 뻔했으나(회사에서는 무급휴가 대상자로 올라갔다고 했다.) 반장에게 집안사정을 이야기하며 한번 더 기회를 달라고 하고(준희의 등록금준비 등), 반복적인 생활을 하다가 도둑을 잡게 되어 조장으로 승진하며 직장생활을 계속할 수 있게 되었다. 공장직원인 우석과 사랑에 빠진다. 어머니의 우석 반대에도 불구하고 우석 따라 마산 내려가는 기차에서 우석이 죽자 우석의 장례식까지 마치고 숙희는 다시 집으로 돌아가게 된다.
- 노형욱 : 이준희(1952년생) 역 - 둘째 아들

반항적인 눈빛의 어디 가나 눈에 띌 정도로 잘생긴 외모의 소년. 말수 적고 자존심 강하고 깔끔한데 만만치 않은 오기를 가지고 있다. 내심 정이 많은 만큼 섬세해서 보이지 않게 많은 상처를 입어 자주 공격적인 태도를 보인다. 곰보가 '후레자식'이라고 한마디했다고 발을 잡으면서 당장 그 말을 취소하라고 하고, 취소를 하지 않자 대놓고 곰보!라고 외칠정도로 깡이 좋다. 그 사건으로 책보를 짱구아빠한테 뺏기는데 나중에 짱구와의 거래로 짱구가 돌려준다. 독재자 기질의 사발짱구와 대결하면서 온갖 말썽을 다 피우고 가출, 자살기도까지 하여 가족들 속을 썩인다. 가난하지만 그 가난으로 무시당하거나 동정받는 것을 싫어한다. 남희가 다른집에 입양갔다는 사실을 알게 되자 준희랑 두희가 그 집 가서 남희를 데려 온다. 보생의원 원장에게 도움받는 것이 싫어 간첩 잡겠다고 돌아 다니다 수상한 사람을 간첩으로 신고하는데, 그로 인해 창희 고모부가 끌려간다. 나중에 그 간첩으로 오인한 사람이 정신 이상자인 걸 알게 된다. 국민학교 시절에는 기성회비외 철민과 싸우고 학교를 안 나가고 옥님과 바다를 가거나 기차자리를 잡아서 돈을 버는 등 온갖사고를 다 치고, 옥님이 준희한테 보생의원 원장의 첫사랑 사진을 보여 주는데 그걸 본 준희가 보생의원 원장이 자기 어머니한테 마음이 있다고 생각하여, 보생의원 금고에 있는 돈을 모두 훔쳐 달아난다. 심지어 그 돈의 일부를 두희에게 간첩을 잡았다며 전해 주고 달아난다. 이 과정에서 동생을 아끼는 장면으로 시청자들에게 약간의 감동을 사기도 했다. 위조 회수권 및 병원 사건으로 어머니는 죽겠다며, 강물에 뛰어들고 그 여파로 폐렴까지 걸리게 되어 반성하게 된다. 준희는 어머니가 폐렴에 걸리자 보생의원 원장에게 사과 하면서 보생의원 원장이 치료를 받게 해준다. 두희랑 물놀이 갔다 두희가 실어증에 걸리자 죄책감으로 짱구아빠가 하는 금광도 몰래 따라갔다가 죽을 위기도 겪지만 짱구아빠에 의해 죽을 위기를 넘긴다. 나중에는 신문배달해서 번 돈 일부를 두희한테 주기도 한다.
- 이찬호 : 이두희(1955년생) 역 - 셋째 아들

별명, 곰단지, 쇠귀신.... 유난히 먹성이 좋아 늘 밥 생각이 나게 하는 아이. 몸집이 단단하고 못 생겼지만, 자세히 보면 복스럽다. 영감같이 느려 터지고 속이 깊어 다른 사람들 눈엔 미련하고 엉큼하게 보이기도 한다. 하지만 그의 소박한 목표하나는 경기중학교(당시 세대의 경기중학교는 현재의 서울대학교만큼이나 수재들만 갈수 있다는 명문학교였다. 큰형인 이창희도 경기중학교 출신입니다)이며, 짱구아빠 곰보가 경기중학교는 턱걸이를 잘해야 갈수 있다는 말에 매일 학교를 등교 및 퇴교할 때 뛰어다닐 정도이다. 극중 시적화자이며, 프로듀서 이관희의 모티브된 인물로 추정되는 인물이다. 준희가 보생의원에서 훔친 돈으로 말순, 뻔실과 번데기를 사먹는데 20원을 쓰고, 그 돈이 형 준희가 훔친 돈이란 사실을 알게되자 자책한다. 짱구 아빠는 두희보고 조선호박같이 생긴게 인사성도 좋다고 놀린다. 준희랑 두희랑 짱구와 물놀이를 갔다가 두희가 물에 빠져 죽을 고비를 넘기는데 그 충격으로 실어증에 걸리고 만다. 애들이 말순이와 두희를 놀리자 말순이와 두희는 학교를 빠진다. 나중에 어머니가 그 사실을 알고 말순이를 혼내다 자책하면서 자살하려 하자 두희가 어머니를 말리면서 다시 말을 할 수 있게 되었으나, 약간 생각이 둔해지게되고, 학교에서 금지사항을 말해줬으나 그대로 이행하거나, 집에서 공부하다가 졸아서 불을 내는 등 원하지 않는 사고를 치지만 시험에서 전교1등을 하며 학교를 뒤집어놓게된다.
- 송은혜 : 이말순(1958년생) 역 - 둘째 딸

귀여운 심술꾸러기. 두희보다 총명하고 지기 싫어해서 오빠 두희를 챙겨줄 정도이다. 두희가 짱구엄마 춤바람으로 뉴스에 나왔다는거 알고 뉴스를 따라 하기도 하는데 그걸 짱구엄마가 듣는걸 알게 되자 말순이가 서둘러 손으로 두희 입을 막기도 한다. 남희 백일날 양철이네집에 떡 돌리러 가는데 양철이가 말순이를 보고 놀리자 그런 양철이와 싸우는데 양철엄마가 말순이보고 양철이 떡 주지말까 하는데 말순이는 백일날 백사람이 먹어야 한다면서 그냥 주라 한다. 두희는 말순이를 두고 극장안에 들어가 버리는데 말순이는 그런 두희를 하염없이 기다리다 집에 간다. 숙희를 보자마자 울면서 두희를 혼내달라 하지만 숙희가 장난으로 숙제도 안하는 두희를 친엄마한테 보내버린다고 하자 말순이는 두희 극장에 간걸 비밀로 해달라 한다. 형제들 모두 다 '희'자 돌림인데, 본인만 말순이여서 주워온 자식인줄 안다.(훗날 준희가 똑같이 이얘기를 하며, '너 주워온자식 맞아.'라고 하자 어머니가 말한 그대로 말순이동생을 만들지 않게하려고 지은 이름이라고 하는데, 준희가 그럼 남희는 왜 태어났냐며 놀린다.) 집에서 말썽 피우고 학교에 들어가기 전 할머니집에 가게 되는데, 엄마오는 날만 기다리며 기차철교앞에서 매일 엄마만 기다리다 그 여파로 귀가 먹게 된다. 다행히도 가족들이 빨리 알게 되어 수술을 하게 되었다. 그 이후에 말순이가 장티푸스에 걸려 어머니랑 같이 산속 동굴로 들어가서 생활하는데 어떤 도사의 도움으로 말순의 병이 낫는다. 학교를 다니다 외할머니가 다치자 말순이가 병수발차 시골로 내려가게 되는데 나중에는 편지도 보내온다. 외할머니 완쾌후 말순이는 다시 서울로 올라오게 된다. 학교에서 설문조사할 때 집에 없는게 없는 미화가 손을 번쩍 들자 부러운 말순이는 선생님에게 잘 보이고싶어서 집에 라디오와 TV가 있다고 거짓말까지 하는데, 가정방문때 어머니가 도토리묵을 건네자 창피하다면서 심술을 부린다.
- 김웅희[5] : 이남희(1962년생) 역 - 막내딸

아버지가 돌아가신 지 백일 만에 유복자로 태어나 다른 집(보생의원)으로 보내질 위기도 겪지만, 집안에서 가장 예뻐하는 아이로 가족들의 사랑을 독차지한다.

### 주변 인물
- 송혜교 : 최은실 역

창희의 첫사랑. 미군부대에 다니는 아버지 덕분에 그 동네에서 가장 넉넉한 가정이다. 입주 가정교사로 집을 떠난 창희와 편지를 주고받으며 만남을 이어가지만, 동생 은경의 장난 등 여러 방해요소로 차츰 멀어지다가 결국 먼저 이별을 고하고 떠나고 창희는 크게 앓는다.
- 윤미라 : 이정순 역 - 고모

어머니 최용순의 손위 시누이. 남편에게 버림받고 구로동에서 혼자 살면서 방직공장에서 일하고 있는데, 종종 입바른 소리로 올케 용순을 시집살이 시키기도 한다. 목소리가 크고 말이 거칠어 호랑이로 불리며 육남매 아이들을 공포에 떨게 하지만 동생의 가족을 아낌없이 도와준다. 한국전쟁 때 월남한 쌀집 주인 원씨와 재혼한다. 육남매 중 장남인 창희를 제일 의지한다. 나중에 쌀집주인 원씨의 본처가 나타났다는 사실을 알고 양잿물 마시고 자살을 시도하기도 한다. 창희는 동네애들한테 고모가 양잿물 사갔단 얘기 듣고 고모집으로 향하는데 창희가 그 장면을 보게 되고 고모를 막는다. 창희가 야간경비 서는 공장에 도둑이 들고 도둑이 훔쳐간 자재값을 물어줘야 한다는 얘기를 들은 고모는 공장으로 돌아가기도 했다. 그 후에 원씨의 아이를 임신하여 창희네 집에서 숨어 지내는데 원씨의 본처가 찾아와서 괴롭힌다. 아들을 낳고 본처의 호적으로 올리게 된다. (육남매가 '희'자 돌림에 고모 이름이 이정순인 것으로 보여져 창희 아버지의 이름은 이정?로 추정된다.)
- 백일섭 : 원씨 (원영달) 역

한국전쟁 당시 이북에 가족들 남겨두고 월남하여 문래동에서 정착하여 쌀집을 운영한다. 고향을 그리워하며 김일성을 매우 혐오하여 각종 반공활동에 나서지만 문래동 간첩소동 해프닝 에피소드에서 북에 남겨둔 가족들 그리움에 북쪽 라디오 방송을 청취한 것이 문제되어 고문을 받으면서 재산의 일부도 뺏기고 북에 남겨둔 가족 (부인은 1.4 후퇴 때 어린 봉수와 월남하여 12년 후에 상봉함)들도 자신처럼 고초를 겪지 않았을까 걱정으로 남/북 권력 모두에 회의감을 가진다. 장길수의 도움으로 아내를 찾게 되고 13년을 행상을 하며 남편을 찾아 돌아다녔단 소식에 마음이 아파 아내를 찾아가 재회를 한다. 가족과 상봉 전에 육남매의 고모와 재혼하여 이정순과 본처는 미운정 고운정 관계가 된다. 미미네가 이사오면서 창희네가 마루를 못쓰게 되자 창희 고모부가 평상을 만들어주기도 한다. 육남매 고모와 결혼하기 전부터 육남매 식구들을 굉장히 아꼈으며, 외상값 천천히 갚아도 된다고 다그치기도 하고, 곰보가 육남매 가족들을 못살게 굴면 어깃장을 놓기도 한다.
- 조양자 : 원씨의 본처 역

원씨 본처. 6.25전쟁 이후 동네 이곳 저곳을 장사를 하며 남편을 찾아다녔다. 장길수에 의해 남편이 남에 있다는 소식을 듣자 남편을 찾아 다니고 결국 찾았는데, 재혼을 했다는 소식에 재혼녀 정순(창희 고모)을 찾아가 해코지만 한다. 창희 고모가 임신했다는 것을 알고 점집 찾아가서 애 떨어뜨리는 부적을 만드는데, 봉수가 데모하고 다니다 감옥 갈 위기에 처하자 부적을 태워 버린다.
- 최종원 : 곰보 (김복동) 역 - 짱구부

동네 구멍가게 운영. 곰보라고 부르면 매우 화내며 돈을 밝힌다. 주변사람들에게 정을 안주는 성격이지만 자기 가족들은 나쁜길로 가지 않도록 인도하는 성격이다. 짱구가 잘못하면 (몰래 엿을 훔치거나, 담배를 피우다 걸리거나, 중학교 시험에 떨어지거나 등) 발가벗겨 내쫓기도 한다. 1화 내용 중 준희의 말에 의하면, 발가벗겨 쫓아내는 건 창희 아버지가 원조라는 내용이 있으며, 육남매 아버지가 살아계실 적에는 육남매 집안에 한마디도 못하다가 육남매 아버지가 돌아가시고 나서는 육남매 가족들을 쥐잡듯이 잡는다. 하지만 원씨가 이를 도와준다. 동네사람들에게 야박하게 굴고 외상도 안줘서 인심을 잃고 살다가 슈퍼마켓이 생기고 타격을 크게 받아 뒤늦게 여러 가지 노력을 하나, 정많은 육남매 어머니나 양철엄마 정도만 가게를 찾아 결국 가게는 망하고 술로 세월을 보내다가 금광을 찾는 친척 동생을 따라 나서서 집을 제외한 전재산을 금광사업에 투자하고 금 채굴을 위해 집을 떠났다.
- 이미지 : 임계순 역 - 곰보의 처,짱구모

숨을 쉬지 않고 말한다고 생각할 정도로 말이 빠르며, 성격 또한 급하다. 아들인 짱구를 금처럼 아끼며 생각없는 행동으로 곰보에게 늘 혼나기 일쑤다. 가끔 짱구와 같이 내복차림으로 내쫓기기도 한다. 박씨 아저씨에게 돈준 게 들통나 집에서 쫓겨나고 짱구 아버지에게 편지를 쓰려고 하지만 한글을 몰라 처음엔 양철엄마가 대신 써주다 나중에 박씨 아저씨가 대신 편지를 써주는데 그 계기로 짱구 엄마는 집으로 돌아간다. 짱구를 중학교에 보내기 위해 비싸다는 과외도 시키지만 짱구가 중학교 시험에서 떨어지자 돈을 주고 학교에 보낸다. 구멍가게가 망하자 나중에 미용실로 전향한다.
- 허웅 : 김짱구(김장구) 역

독재자 기질이 있는 왕초. 사발짱구라고 부르면 화를 내며 왕초라는 별칭을 좋아한다. 준희에게 지는 건 자존심 상해하며, 강자에겐 약하고 약자에겐 강한 성격이다. 애들이 준희한테 왕초 소리 하는 건 듣기 싫어한다. 종철에게 과외를 받기도 했는데 티비를 보고 싶어 종철에게 시험문제를 쉽게 내달라 한다. 그로 인해 100점도 맞지만 나중에 짱구아빠에게 들통나 혼난다. 머리가 나빠 시험을 봐도 준희한테 진다. 준희랑 같은 영등포중학교를 지원했으나, 1차시험에서 떨어지고, 명덕중학교 2차시험도 떨어졌지만 결국 짱구 부모님이 중학교에 돈을 주고 보내기도 하는데 애들한테는 말 안한다.
- 정승원 : 고구마 (고구민) 역

이름 때문에 고구마라는 별명으로 나온다. 친구들은 호구로 생각하지만, 자기 친구들을 아낌없이 좋아하는 최고의 성격을 가지고 있다. 짱구에게는 빌빌 기어다니고, 자신을 잘 챙겨주는 준희를 특히 좋아한다. 짱구에게는 존댓말까지하며 왕초라고 부른다.(국민학교 졸업하면서 존댓말은 안한다.) 짱구에게 왕초라고하면, 준희에게는 두목이라고 한다. 가정형편이 어려워 국민학교만 겨우 졸업하고 중국집 웨이터로 취직한다. 하지만 동네 애들이 공짜로 얻어먹으면서 잘릴 위기에 처하기도 한다. 처음에는 동네에 도둑이 들자 미미엄마는 준희를 의심하기도 했지만 나중에 고구마가 범인이란걸 알게 된다. 집안이 어려운데 할머니가 위독해지시자 동네 물건들을 훔친다. 동네사람들이 딱한 사정 알고 도와주게 된다.
- 김상훈 : 양곤철 역

준희의 친구. 고구마만큼은 아니지만 짱구에게 빌빌 기어다니고 잘따르는 졸이다. 하지만 짱구가 준희랑 싸우면 자신을 좀 도와주는 준희가 이기게 도와주는 건 있다. 짱구말을 잘 따르는만큼 준희말도 잘 따르고 자기보다 힘이 센 친구들말이면 곧잘 따르는 성격이다. 어울리는 친구들중에서는 유일하게 성적표에 '수'가 있고, 돈계산도 엄청 빨라 친구들중에서는 가장 머리가 좋다.
- 김정현 : 김종철 역

육남매 집 빚으로 곰보가 방을 내놓으면서 들어오게 되는 고학생이며, 실제 모델은 정치인 김근태이다. 종철은 애들이 말썽 부려도 이해해주며 넘긴다. 준희와 짱구에게 개인과외를 가르쳐 준다. 준희는 숙희가 종철 짝사랑으로 힘들어 하자 종철의 연애편지를 없애버린다. 그로 인해 종철은 정미 소식을 모른채 군대로 가버린다.
- 이효정 : 최은경 역

은실의 동생이자 숙희의 절친. 짱구의 짝사랑이기도 하다. 자기언니 은실이 친구 숙희의 오빠 창희와 사이좋게 지내는것을 방해하는데, 그 이유는 은경 본인도 창희에게 호감이 있어서 그러는 것이다.
- 견미리 : 미미엄마 역

남편은 독일에 있다. 겉으로는 있는 척하지만 실제로는 속빈 강정이다. 창희가 어머니 몰래 집을 팔아버려서 창희 어머니가 설득시켜 방 한칸 내주며 들어오게 된 미미엄마는 육남매 가족이랑 공유하는 것도 싫어하고 밥도 따로 해서 먹는다. 하지만 어머니가 고운 정을 주면서 육남매에게 다가간다. 육남매 어머니가 하고 다니는 장사를 흉보기도 한다. 동네사람들이 배탈이 나자 육남매 어머니가 파는 음식 먹고 배탈난 거 아니냐 동네에 소문나서 창희어머니와 다투기도 하는데 우물물이 문제인걸 알고 다가간다. 미미 잘못인건 모르고 육남매집만 잡는다. 나중에는 미미네 우유가 없어지자 우유 훔쳐간 범인으로 준희를 의심하기도 한다.
- 신진희 : 김옥님 역

땅끝마을 바다소녀. 집안사정으로 서울의 자두나무집에서 생활하지만 자두나무집 아줌마는 매일 살림만 시키고 구박만 한다. 그러던 어느날 준희와 자신의 고향집으로 향하게 되고 그곳에서 아버지의 부고를 전해 듣는다. 그 후 서울로 돌아왔는데 집으로 돌아갈 수 없어서 양색시들의 빨래일 하는 것을 준희가 소개를 시켜주었다. 그러다 창희엄마에게 그 사실이 알려지고 한동안 육남매의 집에서 생활을 하다 보생의원의 식모로 가게 된다. 보생의원 원장님이 아들 치료를 위해 미국으로 떠난 뒤 인천에 있는 원장님의 친척 누나집으로 따라가게 된다. 설 휴가를 받아 육남매의 집으로 놀러오는데 주인집 아주머니가 엄하다고 한다.
- 강기화 : 윤희수 역

창희가 가정교사를 하고 있는 집의 외동딸이다. 몽유병을 앓고 있고 처음에는 창희를 쫓아내려고 귀신 소동을 벌인다.
- 김호영 : 김학영 역 - 보생의원 원장

겉은 무서운 호랑이같이 생겼지만 알고보면 토끼같은 착한 아저씨. 어린이들을 특히 좋아한다. 남희가 보생의원집으로 입양을 왔는데 준희, 두희가 데려간다. 창희어머니가 대신 사죄하러 오는데 원장이 사연을 듣고 일자리를 준다. 창희 등록금이나 말순 수술비등을 도와준다. 심지어 준희가 자신의 병원 금고에 있는 돈을 모두 훔쳐 달아난걸 알고도 경찰서에서 이 아이는 절대 그럴 아이가 아니다, 뭔가 오해가 있으신 것 같다, 본인이 준돈이다라고 대변해줄 정도의 대인배다. 대학시절 육남매 어머니와 닮은 일본여자와 연애를 한 적이 있어 어머니를 보면 그 여자 생각에 정을 많이 준다. 육남매집이 힘들 때 도움을 많이 주기도 하는데 아내는 먼저 세상을 떠나고, 집안을 돌보는 어머니한테 마음이 가는데 늦둥이아들이 불치병에 걸리게 되면서 어머니한테 같이 미국에 가자고 하지만 어머니가 이를 거절하여 아들만 데리고 미국으로 이민을 가게 된다.
- 박소현 : 김학영의 아내 역

전형적인 기분파 성격을 소유한 원장사모. 육남매 어머니가 보생의원의 집안살림을 맡을 때 쓴소리를 많이 하지만, 나중에는 속죄하고 화해를 하게 된다. 늦은 나이에 아들을 가졌지만 심한 임신중독으로 8개월만에 조산을 하고 출산 이후에도 기력을 회복하지 못한다. 결국 폐수종에 걸리게 되면서 아들이 태어난지 30일도 되지 않아 숨을 거둔다.
- 박일 : 박준규 (박돌쇠) 역

육남매집에 셋방살이하는 남자. 있는척하면서 큰소리만 빵빵 치지만, 뒷처리를 해결하지 못하는 성격이 있다. 유부남 사실을 말 안해서 문래동 사람들이 오해하기도 했다. 양철엄마와 짱구 엄마 창희 고모 창희 어머니 여럿이서 계모임을 갖는데 양철엄마와 짱구엄마가 그 곗돈을 뻔실아빠한테 투자하는데 뻔실 아빠가 곗돈과 땅 판돈을 사업계약사기 당하고 뻔실아빠와 뻔실엄마가 곗돈을 갚게 된다. 필구가 탐탁치는 않지만 뻔실이가 필구와 혼인을 못하면 죽겠다고 고집을 피우자 앞장서서 두사람을 결혼시킨다.
- 이숙 : 박준규(박돌쇠)의 아내 역

박씨의 부인이자 뻔실 어머니. 홍성에서 농사를 지으며 살고 있다. 어느날 남편한테서 돈 부쳐달란 전보가 내려오자 아내가 대신 올라왔다. 남편이 문래동에서 세들어 살자 엄한 짓 하지 않을까 올라왔는데, 아니나 다를까 사고를 치고 수습해 준다. 남편일을 수습 하는 게 잘난 남편 데리고 살아 그런거라고 위안을 삼는다. 양철엄마의 존재를 알게 된 뻔실엄마는 뻔실이를 서울에 올려보낸다. 나중에 뻔실아빠가 필구를 반대하는데 필구 사주가 좋다고 설득시킨다.
- 김태진 : 이양철 역

두희의 친구. 전형적인 개구쟁이 남자아이로 자기보다 약한 애들을 자주 놀리곤 한다. 두희를 자주 골탕 먹이곤 한다. 선생님이 두희에게 도시락을 주는데 양철은 두희에게 보물찾기 시키고 그 사이 몰래 먹어 버린다. 정작 본인은 주사맞기 싫어서 책상밑으로 숨는등, 아프다고 꾀병을 부리는등, 주사맞기 싫다고 엉엉울기까지 하는 꾀돌이이다. 미화한테 관심 보이는데 미화는 양철이를 무시한다.
- 김소연 : 양철의 어머니 역

직업은 실비집운영. 말썽부리는 아이를 보거나 열외의식가지는 아이들 이야기들으면 남의자식얘기라고 하는데 양철은 더하면 더하다. 짱구엄마와 죽이 잘 맞는다. 양철이가 장티푸스 주사를 안맞았다는 소리에 양철엄마는 겁이 덜컥 나 말순이를 신고하기도 한다. 창희네 셋집 아저씨에게 곗돈도 빌려주고 호감을 보이는데 유부남이라는 소리를 듣고 급실망한다.
- 김동욱 : 이필구 역

육남매 초반에는 기차 승무원 역할로 나온다. 숙희네 공장에서 같이 일하다 숙희네 집에서 월세살이를 하게 된다. 여자에게 관심이 많고 팝송을 좋아하여 아침마다 동네가 시끄러울 정도로 팝송을 부른다. 공장 바람둥이라고 숙희가 싫어한다. 숙희를 짝사랑하는데 숙희에게는 늘 미움을 사는 행동만 한다. 뻔실이 뜬 모자를 뻔실의 장난으로 숙희가 뜬거라고 하자 필구는 겨울내내 그 모자를 쓰고 다니기도 했다. 숙희한테 쓴 쪽지를 숙희의 장난으로 뻔실 신발에 넣어 버린다. 뻔실과 연인관계로 발전하지만 결혼하기 싫어 뻔실이를 피하는데 결국 뻔실과 결혼한다.
- 조민모 : 박진실(뻔실) 역

박준규의 외동딸. 어머니의 명령으로 아버지가 있는 곳으로 같이 올라와 생활하게 된다. 생활력이 굉장히 강하며, 숙희의 가발공장에서 공장장에게까지 찾아가 일시켜달라고 조르며 결국엔 숙희의 가발공장으로 취직에 성공한다. 준희가 간첩소동을 벌이고 어머니에게 쫓겨나고, 보생의원에서 훔친 돈을 두희에게 주고 몰래 새우잠을 자고 도망가려는데, 처음에는 도둑인 줄 알고, 도둑이야!를 외치다가 창희와 숙희가 준희이름을 외치며 도망가려는 준희를 잡으려다 놓치고, 문제많은 동생이라고 생각하게 된다. 숙희 오빠인 창희에게 호감을 가졌으나 나중에는 필구를 좋아하게 된다. 필구와 결혼하고 생활고에 시달리자 우유 배달을 시작한다.
- 홍채훈 : 원봉수 역

원씨의 본처 외아들이며 어머니와 함께 탈북하고 아버지를 찾아다닌다. 어머니와는 다르게 아버지와 재혼한 육남매 고모에게 고마움을 많이 느낀다. 나중에는 친어머니와 육남매 고모와 화해하게 해주는 역할도 하게 된다. 서울대를 다니다 데모로 감옥을 가는데 나중에 집행유예로 풀려나게 된다.
- 권혜원 : 정문자 역

숙희가 들어간 공장의 조장. 숙희를 굉장히 싫어하며 숙희를 매우 구박한다. 숙희와 필구가 붙어 다니자 숙희를 질투하기도 했다. 나중에는 반장으로 승급하고 숙희를 해고하려 하는데 공장에 도둑이 들고 숙희와 같이 도둑을 잡게 된다. 이 후 가발 공장의 창립기념일에 공로를 인정받아 숙희에게 조장자리를 물려주고 다른 부서로 진급하게 된다.
- 모수연 : 장미미 역

육남매 집이 세를 내놓고 들어온 딸아이. 위아래가 없어 본인보다 위인 육남매가족들(창희부터 두희까지. 말순, 남희는 원래 본인보다 어리다.)을 비롯한 짱구, 필구, 뻔실 가릴것없이 그냥 다 반말을 한다. 누가 뭐라하면 그 사람한테 침뱉거나 울면서 엄마찾는게 취미인 여우같은 아이다. 인형 이름을 말순이 남희로 짓기도 했다.
- 박은혜 : 분이 역

창희가 덕수상회직원으로 들어간다. 거래처인 백합홀에서 분이를 알게 되고 분이가 가정 형편 때문에 백합홀에 들어갔단 걸 알게 되자 창희랑 분이는 동병상련을 느끼고 호감을 가지게 되는데 창희네집 반대로 헤어지게 된다. 어머니가 분이 일하는 술집에 찾아와서 분이한테 국밥 한그릇 사주며 술집 말고 다른 자리로 옮기라고 조언한다. 그 이후로는 나오지 않았다.
- 김현균 : 양우석 역

숙희공장에 들어온 청년. 숙희와 연인관계로 발전까지 하지만 폐결핵이라는 질병을 앓고 있다. 숙희에게는 최대한 숨기려 하지만 결국엔 들키고 만다. 폐결핵이 심해지자 요양소행을 결심하고 숙희랑 요양소 가는 기차 안에서 우석은 기도가 막혀 숨을 거두고 만다.
- 신주리 : 이정미 역

고학생 종철의 연인. 극중 설정은 이화여대생. 숙희가 종철을 짝사랑하는 과정에서 알게 되어 미워하다가 사연을 듣고 이해를 하게 된다. 어느날 정미가 가방을 싸서 종철 하숙집으로 찾아와 종철한테 정미 집안에서 다른남자와 결혼시켜 미국 가게 한다는 것과 종철을 반대한다는 걸 말해 주는데 종철은 정미를 설득시켜 정미는 다시 집으로 돌아간다. 그 이후로 종철이 정미 소식을 모르게 되자 정미 집으로 찾아 가지만 정미가 결혼해서 미국 갔단 소식만 듣고 되돌아온다. 정미는 종철이 자신의 집에 왔다는걸 알았지만 방문이 잠겨 있어 나가지 못했다. 사촌동생의 도움으로 겨우 탈출한 정미가 종철 하숙집으로 찾아와 기다리는데 숙희에 의해 종철이 군대 간단 소식을 접하고 종철이 탄 기차까지 쫓아가지만 두 사람은 결국 만나지 못하고 안타까운 이별을 하게 된다.
- 채성희 : 박성자 역

말순의 친구 말순과는 소꿉놀이도 같이 하는 친구다. 집안에 대한 콤플렉스가 있어 엄마가 무슨일을 하는지 말을 잘 하지 않는 성격이다.
- 김지선 : 유미화 역

말순이가 입학하고나서 제일 먼저 친해진 친구다. 부유한 집안의 딸이며 집안에 없는게 없고 가방을 들고 학교를 오지만 본인은 반 친구들이 하고 다니는 책보를 부러워한다. 결국 본인의 가방과 말순이의 책보를 바꾸게되고, 말순은 동네사람들에게 가방을 훔쳤냐, 협박해서 뺏었냐는둥의 오해를 받는다.(심지어 초반에 바꾼 내용이 편집되어, 당시 시청자들까지도 오해했다.) 말순이가 훔친거 뺏은거 아니라고 울부짖어도 믿는 사람은 큰오빠 창희와 언니 숙희밖에 없을 정도였다. 결국엔 미화가 엄마랑 같이 학교에 오게 되고 소식을 나중에 접한 육남매어머니 최용순도 학교에 오게 되어, 담임선생님과 같이 대면하는 과정에서 미화가 먼저 바꾸자고 한 사실이 드러났다. 결국 선생님이 미화어머니에게 아이들의 눈은 다르다며 설득시키며 미화어머니도 말을 잃고, 육남매어머니가 미화의 책보를 만들어주겠다고 하며 좋게 끝나게 된다. 말순의 막내오빠 두희를 좋아하는 눈치. 두희와 같이 토끼구경을 하다가 남희를 잃어버리고는 토끼풀(네잎클로버)에게 남희를 찾게해달라고 소원을 빌기도 한다.
- 김소이 : 달래 엄마 역

아이 잃은 슬픔으로 정신이 온전치 못하다. 동네애들이 미친여자라고 돌을 던지고 베개를 뺏으려고 하는데 복덕방 아저씨가 나타나 동네애들을 혼내 위기에서 구해준다. 남희를 보고 창희네집으로 몰래 들어가 홀로 남겨진 남희를 보살피는데 창희어머니는 달래엄마가 남희를 데리고 있자 달래엄마를 위로하며 남희를 다시 되찾아 온다.
- 김지영 : 육남매의 외할머니 역

육남매 어머니 최용순의 어머니. 가끔 서울에 올라와 어머니나 손주를 도와 주기도 한다. 시골에서 농사를 하면서 지내며, 방학을 맞은 말순이를 맡아서 키운다. 자신이 딸이 키웠던 내용대로 딸인 육남매 어머니에게 아이키우는 방법을 가르쳐주며, 손주들을 굉장히 아낀다.
- 나순상 : 준희의 담임선생님 역

준희의 국민학교 시절 담임. 개구쟁이성격의 준희때문에 골치아파하는데 준희가 국민학교시절 모범생이던 숙희의 동생이란걸 알게되자 준희에게 정성을 많이 쏟는다. 최대한 준희를 중학교에 보내려고 숙희에게 준희의 성적으로는 야간학교가 적합할 것 같다고 추천하자, 숙희는 야간학교는 안된다고 하고, 결국에는 영등포중학교를 추천해준다. 준희의 졸업 이후 하차하였다.
- 이영광 : 윤대식 역

창희가 다니는 공장의 사장. 창희가 야간경비를 하는 공장에 도둑이 들어 자재를 도난당하자 창희에게 물건값을 받는 대신 자기 집으로 들어와 아이의 과외를 해달라 한다.
- 김봉기 : 얌생이 역

준희의 친구. 곤철 땅콩과 붙어 다니는 친구.
- 김성호 : 땅콩 역

준희의 친구
- 김경재 : 배역미상, 준희의 친구 역

시즌초반 준희패거리 친구로 나오다가 중간에 하차 이후 땅콩역의 김성호가 나온다.
- 정승희 : 고정민 역

고구민(고구마) 동생. 고구마 친구인 준희를 짝사랑한다.
- 강민규 : 개천 역

거지. 보생의원에 심부름 간 두희,말순이는 차비로 번데기를 사먹는다. 문래동까지 걸어가려 하지만 길을 잃어버려 개천의 도움을 받아 집을 찾아간다. 개천은 쌀집아저씨가 주는 미역국과 쌀밥을 먹고 장이 꼬여 죽는다.
- 박현종 : 고철민 역

준희 짝꿍. 준희네 반 반장이자 사친회장 아들 부잣집 아들이다. 잘난척이 심하고 준희가 강하게 나와도 쫄지 않는다. 국민학교 졸업기념사진도 보내준다.
- 박신영 : 양색시 1 역
- 박영미 : 양색시 2 역
- 이영희 : 자주나무 집 여주인 역

옥님이를 수양딸로 데려가선 식모로 부려먹고 구박한다. 준희와 옥님은 바다를 보러 기차를 타고 옥님이네 집으로 향하지만 온 가족이 떠났단 소식만 듣고 올라온다. 창희 어머니의 부탁으로 자주나무집으로 돌아가려하지만 도망간 식모는 필요 없다면서 거부한다.
- 이승우 : 쌍칼 역

숙희를 좋아하는 조폭 두목. 술집 외상값 받으러 간 창희가 부상을 당하자 준희의 부탁으로 영등포 조폭과 종로 조폭 싸움을 하게 되고 준희도 조폭이 될 결심을 하지만 창희가 술집을 그만두면서 그 뒤론 나오진 않았다.
- 박종성 : 태권도 김사범 역

준희에게 보복하기 위해 쫓아다니던 소매치기범을 발차기로 제압했던 김사범
- 조부자 : 경태엄마 역

고향에 간 옥님에게 가족 소식을 알려주던 아주머니
- 최민금 : 철민엄마 역
- 변은영 : 보생의원 김의원 사촌누이 역
- 구경민 : 너구리 역

위조 회수권 팔던 무리의 우두머리. 준희에게 위조 회수권을 주며 팔라고
했는데 준희가 거부하자 자기 무리들과 함께 준희를 마구 때렸다
- 임경식 : 말순이 담임 선생님 이두식 역

말순이가 학교 입학하고 처음으로 맞은 담임선생님이다. 겉보기에는 굉장히 무섭게 생겼지만, 다정다감한 성격의 선생님이며 학교생활 열심히 하는 말순이를 특히 이뻐하고 분단장으로 임명까지 한다.

### 그 외 인물
- 유현철 : 구두닦이 역

문래동 구두닦이. 준희가 구두닦이 알바를 시작하게 되고, 준희 때문에 자신의 손님들이 모두 사라진다는 생각이 들어 준희의 구두통을 불태워버린다. 그 뒤에 준희와 짱구, 고구마, 곤철, 얌생이 일행들에게 구타를 당하게 된다.
- 박칠용 : 크림장수 아저씨 역

문래동에서 크림을 파는데 두희랑 미화가 토끼구경 보러 간답시고 네잎 클로버를 보러 가다 남희를 놓친다. 크림장수 아저씨는 남희가 고아인줄 알고 데려다 키우려 하는데 육남매집 미아 전단지를 보고 남희를 돌려 보낸다. 두희와 말순이가 학교를 빠지고 극장에 갔다가 거기서 크림장수 아저씨가 양철엄마와 함께 있는걸 목격하는데 크림장수 아저씨는 그 상황을 무마하려고 크림을 주기도 한다.
- 손영순 : 한복가게 주인 역

어머니한테 한복 바느질 일감을 준다.
- 김영민 : 도사 역 (이 외 1인 3역)

도사의 도움으로 말순의 병이 낫고 간호하다 지친 어머니가 기절하는데 그런 말순이에게 물 한바가지 떠와서 뿌리라 시킨다. 냉차 주정뱅이 두희옷 뺏어가는 역할로도 나왔다.
- 오주이 : 김선영 역

뻔실 아빠를 총각으로 오해하여 뻔실 아빠 있는 창희네 집까지 찾아오고 뻔실아빠가 애 있는 유부남인 사실을 말하는데 그로 인해 집에서 나오는 뻔실 아빠와 창희어머니와 두희를 보고 한 가족이라고 오해한다. 두희에게 먹을걸 주면서 과거를 회상하는데 그러다 두희가 뻔실 아빠를 총각이라 한다. 선영은 뻔실 아빠가 자신이 싫어서 거짓말을 한 줄 알고 자살시도를 하는데 창희 어머니와 뻔실 아빠로 인해 실패한다. 숙희는 그런 선영을 위로하면서 시인이 되어 보라고 한다. 7년후에 숙희가 본 잡지 책에서 김선영이란 이름을 발견했다고 한다.
- 김명국 : 덕수상회 사장 역

창희가 가정입주교사를 그만두고 들어간 덕수상회 사장이다.
- 최재호 : 강대포 역

육남매 초반에는 짱구네 구멍가게 술 사가려는 손님 역할, 맥주집가게(삐루)손님 역할로 나왔다. 문래동에서 서울마케트(슈퍼마켓)를 차린다. 강대포가 티비도 공짜로 보여주고 물건 가격도 저렴해 사람들은 짱구아빠가 하는 구멍가게 말고 강대포가 하는 가게로 가서 짱구아빠와 싸우기도 한다.
- 김명희 : 점쟁이 역

봉수엄마가 창희고모의 임신사실을 알고 찾아간 점집 점쟁이다.
- 김성은 : 윤명수 역.

창희가 가정교사로 들어가 가르치는 학생. 창희에게 골탕먹일 생각만 하는데, 눈치빠른 창희에게 매번 들킨다.
- 김철수 :육남매 초반 두희 담임선생님역 .

두희의 가정형편을 이해해 먹을것도 나눠주고 소풍가서 찍은 사진도 준다.
- 유향옥 : 영순 역

숙희의 친구. 숙희와 같은 공장에 다니는 친구다. 일을 열심히 하는 성격이며 도시락도 숙희랑 나눠먹는다.
- 최우혁
- 이외 배우 미상 역
  - 복덕방주인 : 문래동 실질적인 반장역할이며, 곰보가 자기 가게앞에서 시끄럽게 노는 애들에게 조용히 하라고 하자 말을 안들어서 대야에 물을 한바가지부어서 애들한테 뿌리는데, 애들이 피하고 원씨본처가 맞게되며 팔고있던 찹쌀떡을 모두 엎어버린다. 이에 원씨본처가 찹쌀떡을 물어내라고 하자, 물을 피하지 못한 원씨본처의 부주의라고 우기자, 나서서 곰보에게 네가 잘못한 것이니 찹쌀떡을 물어주라고 다그친다. 아울러 동네 어린이들이 미친여자를 마구 놀리고 베개를 뺏으려 하는데 하지 말라고 어린이들을 혼내기도 한다.
  - 유모 : 보생의원 유모 역. 보생의원 원장의 누나가 보생의원 원장에게 육남매어머니는 안된다며 다른 여자를 소개시켜 주려고 하는 내용을 육남매어머니가 알게되어, 보생의원 유모직을 사직하고 새로 들어온 유모이다. 사실 보생의원 원장 사모 자리를 노리고 들어왔다. 육남매어머니와 다르게 옥님을 매우 못살게 굴며 본인은 손가락하나 까딱안한다. 옥님이가 육남매어머니는 안그랬다고하면 말대꾸한다며 꾸중까지 한다. 말만 유모지 냄새난다고 기저귀가는것도 옥님을 시킬 정도. 원장아들이 불치병에 걸린것도 육남매어머니탓이라고 돌린다. 나중에는 미국도 같이 가려 하는 눈치였지만 그 후로는 나오지는 않았다.
  - 양공주(양색시) : 문래동에서 잘나가는 여성들. 멤버는 3명인데 각각 정확한 이름이나 별칭은 알려지지 않음. 육남매어머니가 빨래를 도맡아서 한다. 육남매어머니가 빨래를 갖다주러 가는도중 외제화장품을 가지고 있는게 적발되어 육남매어머니까지 경찰에 잡히게 된다. 추후에 준희가 오갈곳 없어진 옥님을 소개시켜 주게 된다.
  - 너구리 : 가출청소년. 준희가 학교 안나가고 친구들과 기차에서 자리잡고 돈벌때 옆자리에서 일하고 있었다. 본인은 기차자리를 30원받는데, 준희는 20원받고 일을 하여 손님들을 다 빼앗기게 되고, 나중에 준희일행들이 번 돈을 모두 갈취해간다. 이 사실을 안 준희가 "당장 돈을 내놓아라"고 말하자 "꼬마들은 엄마젖이나 더 먹고 와라"라는 말을 하여 준희에게 뒤통수를 맞게 되고 칼로 협박을 하자, 준희는 장난감수류탄으로 위협하고, 항복하며 돈을 돌려준다. 수류탄이 장난감이라는것을 알게 되고나서 준희를 찾아가 해코지를 하며, 추후 준희에게 위조회수권을 같이 팔자고 하는데 준희가 거절하자 일행들 동원하여 구타한다. 추후에 경찰에 잡히는데, 준희도 같이 잡히고, 준희가 반성하고 새 삶을 살아가는 동기가 된다.
  - 소매치기범 : 말그대로 소매치기. 소매치기 후 달아나는데 준희가 막아 실패하게 되고, 준희에게서 소매치기 기질이 있다며 돈을 주며 자기 밑으로 데리고 가려고 한다. 준희의 학교에서까지 기다리는데, 준희는 그 사실을 알고 학교를 안나간다. 하지만 태권도 사범님에 의해 소매치기를 잡는데 어머니가 새로운 일을 하라고 하는데, 욕하고 도망간다.
  - 장길수 점쟁이 : 쌀집(창희 고모부) 아저씨 친구: 북한 고향친구다. 창희 고모부에게 북한 본처 소식을 알려 주기도 한다. 짱구아빠와 짱구엄마를 화해시키려고 점을 봐주는데 수상하게 생각한 짱구아빠가 간첩신고 제보를 받고 출동한 경찰한테 신고하면서 간첩으로 끌려가 조사 받기도 했다. 은근히 원씨 본처에게 관심이 있는 것으로 보인다.
  - 간첩으로 오해받은 정신이상자 : 산속에서 몰래 라디오를 듣고 있어 준희와 고구마가 간첩으로 오해하고 경찰에 신고를 한다. 나중에 고모에게 간첩이 잡혔다는 소식을 고구마가 듣고 경찰서를 가는데 경찰서에는 장길수 점쟁이와 간첩으로 오해받은 정신이상자가 있다. 경찰이 고구마에게 "네가 봤다는 간첩이 누구냐?"라는 질문에 정신이상자를 지목하자, 군대에서 기합받다 정신이 이상해진 사람이며, 간첩이 아니다, 헛수고했다 라는 답변을 하고, 고구마는 실망한다.(당시 고구마가 간첩이라고 지명하자, 이 정신이상자는 손가락총을 만들며 '두두두두'소리를 내고, 고구마는 그 소리에 놀라 비명을 질렀다.)
  - 보생의원원장의누나 : 보생의원원장이 아내를 잃고 선 자리를 주선하려고 찾아온다. 보생의원원장이 육남매 어머니한테 마음에 있다는걸 알게 되자 육남매어머니말고 새로운 유모로 구하라고 설득한다.
  - 두희담임선생님 : 두희가 학교금기사항으로 누가 옷을 벗어두라고하면 절대 벗지말라고 하는데 옷을 벗고 양철과 달리기시합을 하라고 시키자 양철은 거절하고 두희는 그대로 이행하여 옷을 빼앗긴다. 다음날 담임선생님이 알고, 교실앞에서 '나는 바보입니다.'라는 피켓을 들며 벌을 서는데, 이를 동생 말순과 말순친구 미화가 목격하자 창피해 한다.
  - 중국집계산원 : 나이가 많아 보이며 말끝마다 '해'로 끝낸다. 박씨가 동네사람들을 모두 불러서 외상을 하려고 하는데 '그깟 짜장면값'이라고 말하자 화를내고, 시계를 맡기며 보내준다. 또한 준희가 친구들과 두희를 데리고 짜장면을 먹이러 가는데 계산하는 척 하다가 도망가고, 다음날 다른 친구들은 못 알아보는데 두희를 알아보게 되어 준희가 자기가 잘못한 일이니 동생은 풀어주고 자신을 잡아 가라고 하자 둘다 경찰서에 보낸다. 결국 준희가 아이스크림 장사를 해서 외상값은 모두 갚는다.
  - 버스계산원 : 두희와 말순이가 집에서 심심해 하여 엄마가 있는 보생의원에 가기로 하는데 학교를 안다니는 말순이는 그냥 태워주지만 차비가 없는 두희가 차비대신 구슬을 내겠다고 하자 태워주지 않고 그냥 버스를 출발시킨다. 결국 말순이가 내려 달라고 사정해서 내려주는데, 어떤 버스손님이 두희의 차비값을 말순에게 주며, 두희와 말순은 무사하게 보생의원에 도착한다.

## 삽입곡
- 〈작은새 이야기〉 러시아 아슈케나짐 유대인 민요 Tum Balalaika를 리메이크한 곡이다. 흔히 유대인 민요라 이스라엘 민요라고 알려져 있지만, 정확히는 디아스포라 이후 동유럽 및 러시아 쪽에 정착한 아슈케나짐 유대인들의 민요로 영어판 위키 등에도 러시안 유대민요로 언급된다. 당장 곡 제목의 Balalaika도 러시아 악기의 이름이다. 때문에 가사도 히브리어가 아닌 아시케나짐 유대인들의 이디시어로 되어있는 곡이다. 육남매 OST 앨범에도 이디시 민요로 수록되어 있다. 한국에는 오리지널 버전보다 그리스 가수 나나 무스꾸리의 영어번안곡 <Over And Over>라는 곡으로 더 유명하다. 21화부터 엔딩곡으로 쓰였다.
- 육남매 OST는 1999년 2월부터 6월까지 방송된 한독약품의 소화제인 훼스탈의 결식아동 돕기 광고의 배경음악으로도 사용되었다. 서울 달동네 경진이네 3남매가 당시에 결식아동이어서 한독약품에서 결식아동 돕기 TV, 라디오 광고를 진행했는데 배경음악으로 사용되었으며 결식아동돕기 광고가 나가자 경진이네 3남매를 돕자는 전화가 쇄도하였다.